# Casco M33

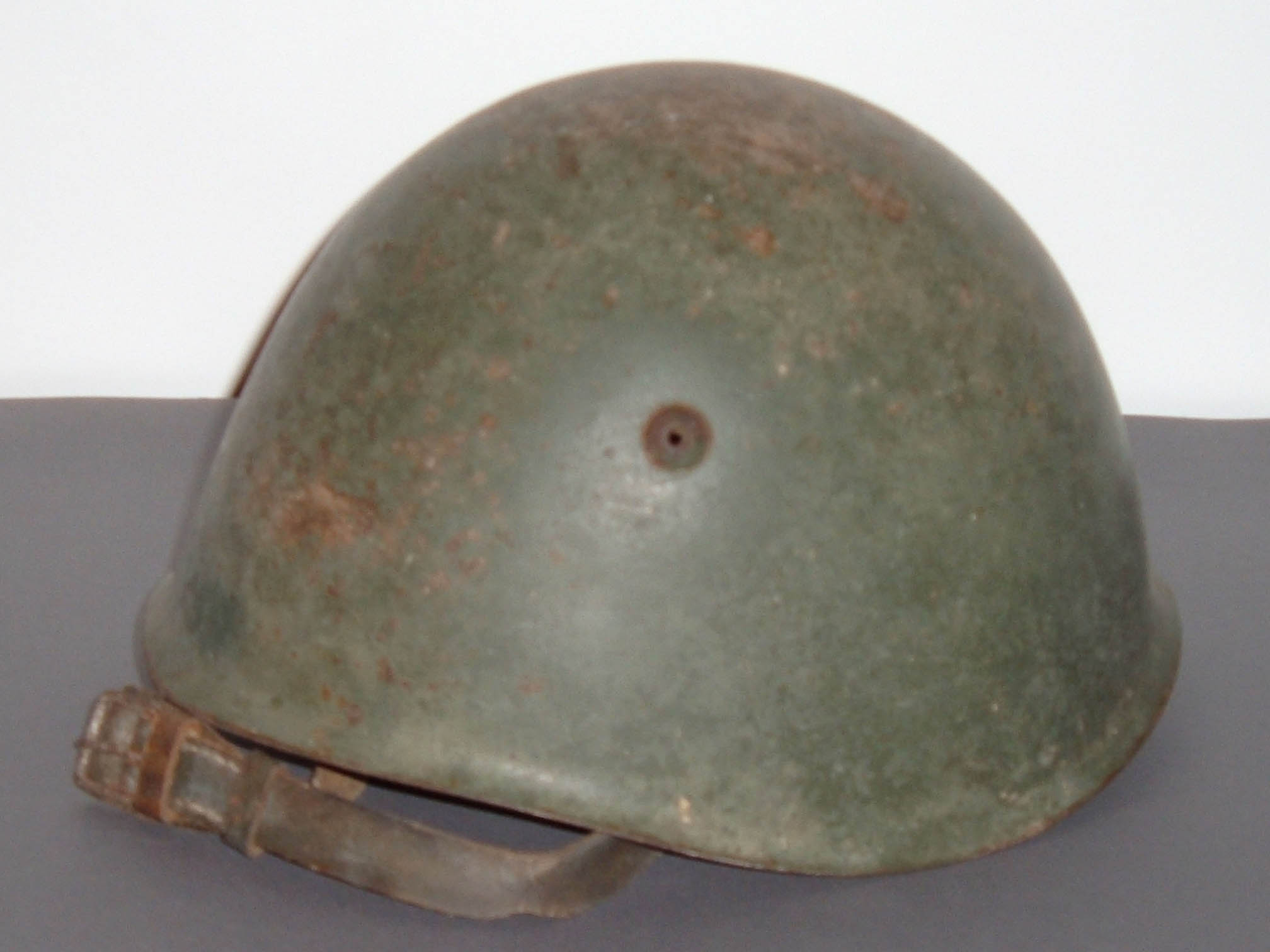
Casco M33 de la Segunda Guerra Mundial.

El M33 (Elmetto Mod. 33, en italiano) es un casco de combate de acero diseñado en Italia en la década de 1930, que fue el casco estándar del Regio Esercito hasta la Segunda Guerra Mundial y del Ejército Italiano hasta bien entrada la Guerra Fría.

## Trasfondo

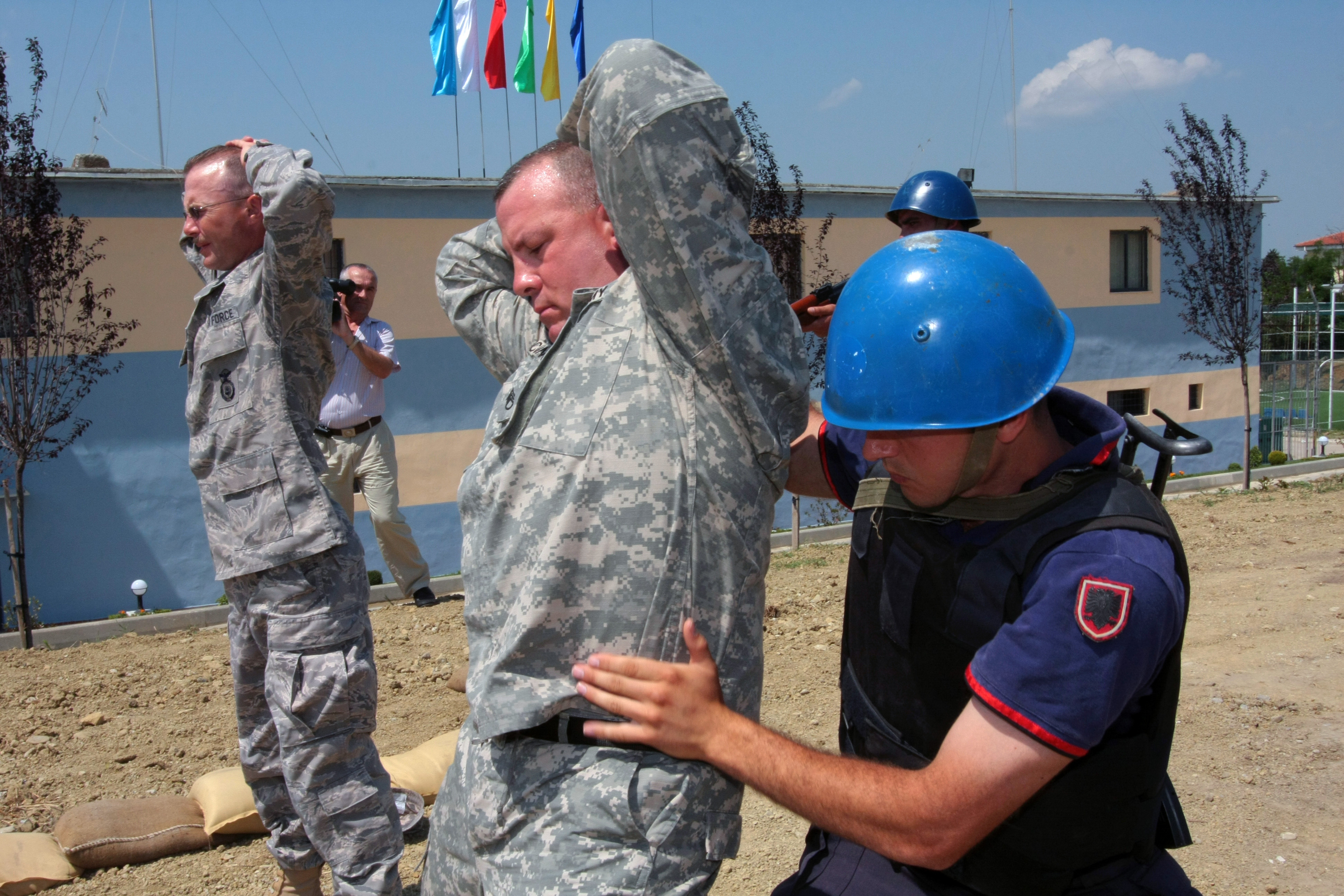
PM del ejército armenio en 2009 con un casco M33 moderno.

Desde 1925, el Ejército italiano se había enfocado en experimentos para encontrar un nuevo modelo de casco que pudiese reemplazar al envejecido y no muy satisfactorio casco Adrian adoptado en 1915; aunado a esto estaba el hecho que el Adrian era originalmente un diseño francés y probablemente se sintió (bajo el régimen fascista) que un modelo de diseño italiano sería más apropiado. En 1932, tras largas pruebas (con prototipos de diversas empresas italianas y extranjeras) se decidió adoptar uno de ellos como el Casco M31. Sin embargo, este modelo (reconocible por la pequeña cresta en su parte superior) no fue completamente satisfactorio ya que su agujero de ventilación en la cúpula no era considerado efectivo y era visto como una debilidad estructural. Reemplazándolo con tres agujeros de ventilación (dos a los lados y uno atrás), surgió el M33 y fue adoptado por decreto el 29 de noviembre de 1934.

## Empleo

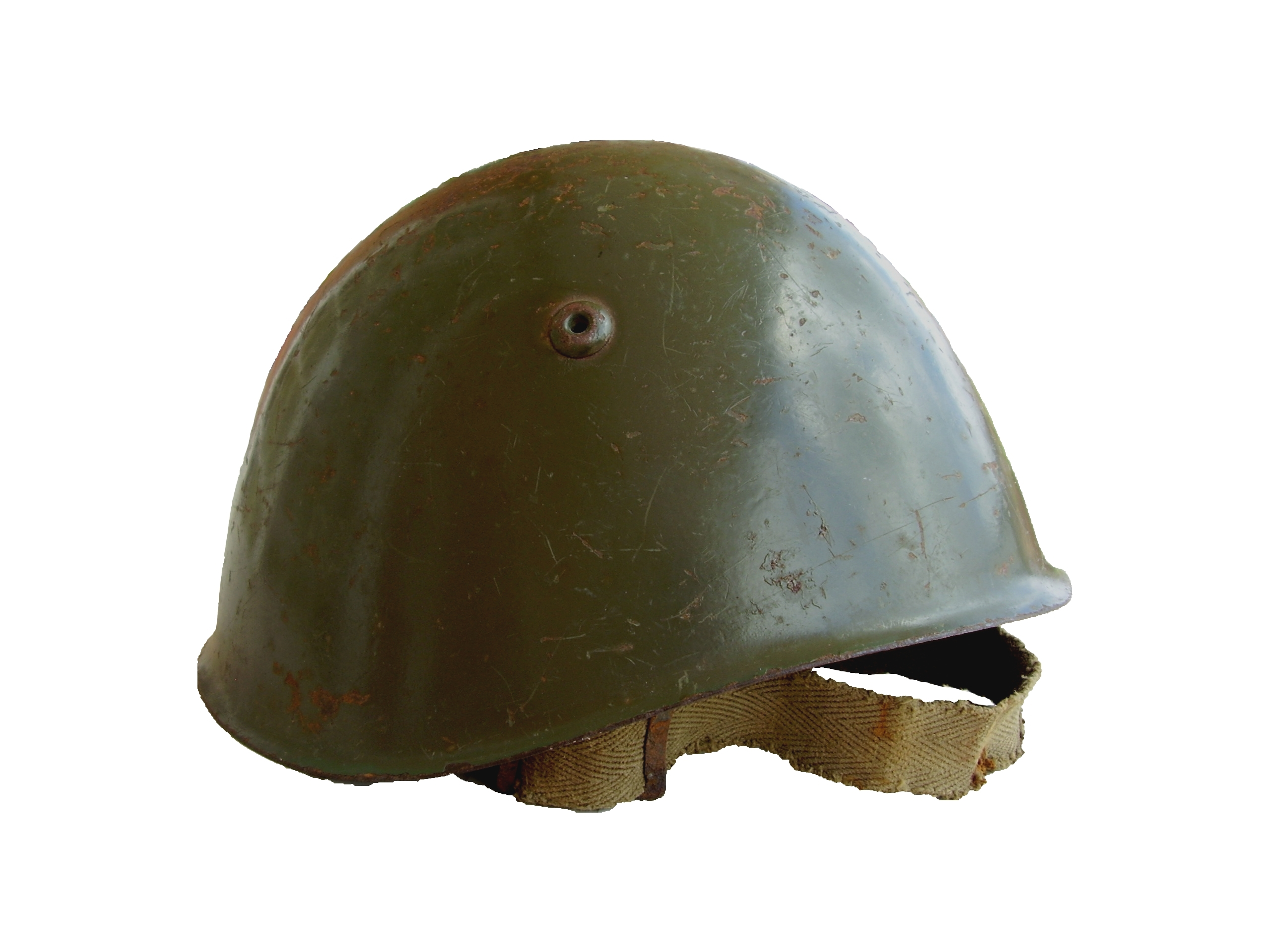
Casco M33/47.

A pesar de no tener el mismo grado de protección ofrecido por el Stahlhelm alemán, el M33 fue visto como un diseño exitoso, ya que ofrecía más o menos tres veces la resistencia del Adrian, era bastante ligero (unos 1.200 g) y no era particularmente inconfortable. Fue el casco estándar empleado por el Regio Esercito durante la Segunda Guerra Mundial, pero la falta de recursos significó que algunas unidades de segunda línea fueron equipadas con el casco Adrian o no recibieron casco alguno. Continuó en servicio como el casco estándar del Ejército italiano hasta la década de 1990.